# 企业核心物件
企業核心物件（英文：ECO，Enterprise Core Object），是一種軟體框架，由Borland在IDE 電腦語言描述工具所發展的一套系統。其用意在於模型驅動架構（MDA，Model Driven Architecture），MDA是OMG所推展，令軟體開發設計更自動化，從而提升管理性與便利性。ECO的目標是提供了實務快速化，滅少複雜的實作過程。為設計更人性化，本質上ECO實務理論的實作，例如持久性、事務、版本、整合管理。ECO提供了強大的導引精靈（wizards）及軟體視覺與非視覺元件來達成模型驅動開發的框架;ECO支援XMI的表示與輸出入存取。ECO是UML的理論與實作延伸，在ECOIII支援了UML2.0的規格，包括了九種圖的實作與連結與設計，其中循序圖與合作圖，在ECO的TOGETHER中可以被自動轉換，此概念是交互圖的體現。而ECO中的（ORM，Object Relation Mapping）更可以在其IDE中直接對資料的結構以圖形來達成設計與驅動建構。